# لوتوس کارز

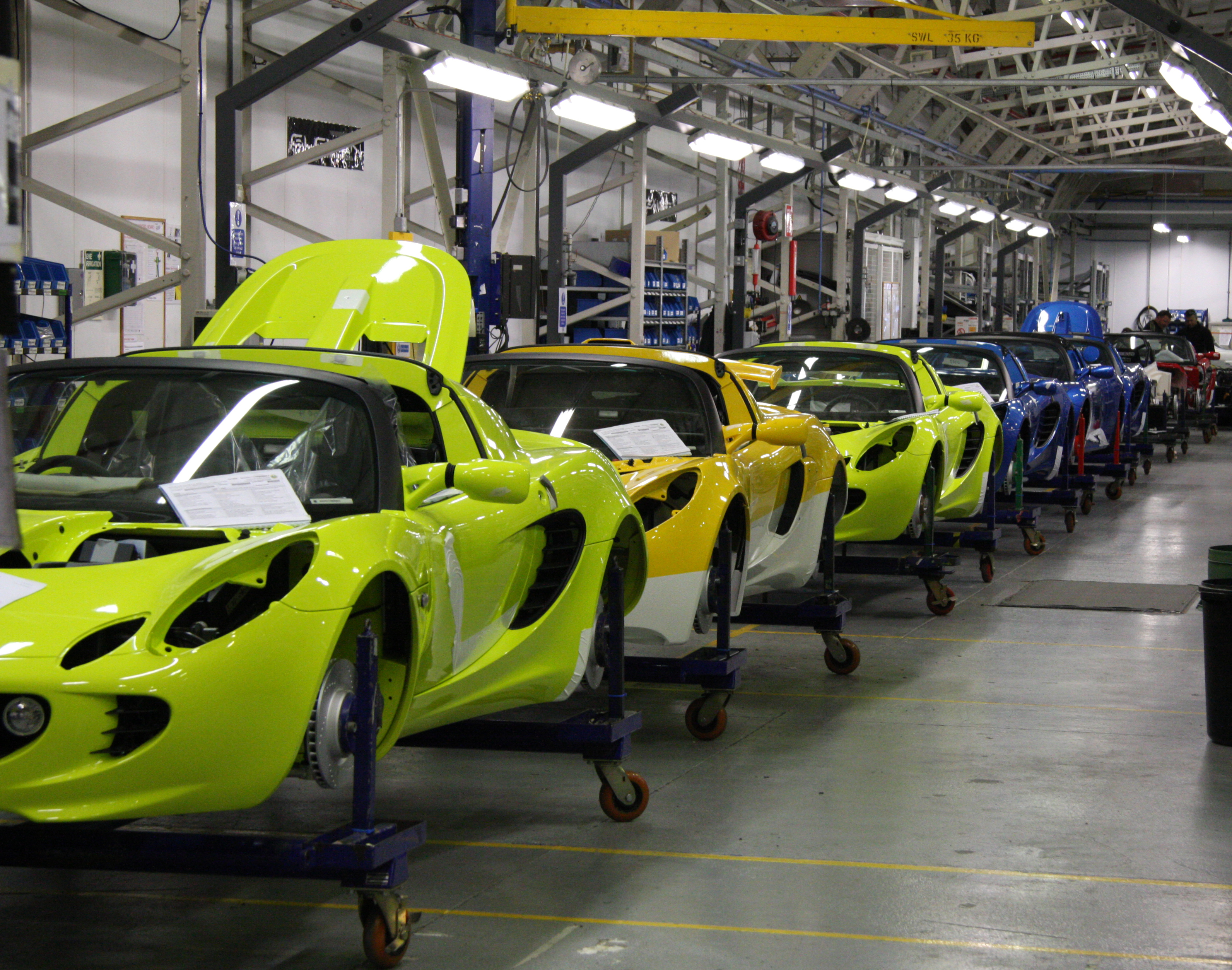
کارخانهٔ تولید خودروی لوتوس الیس

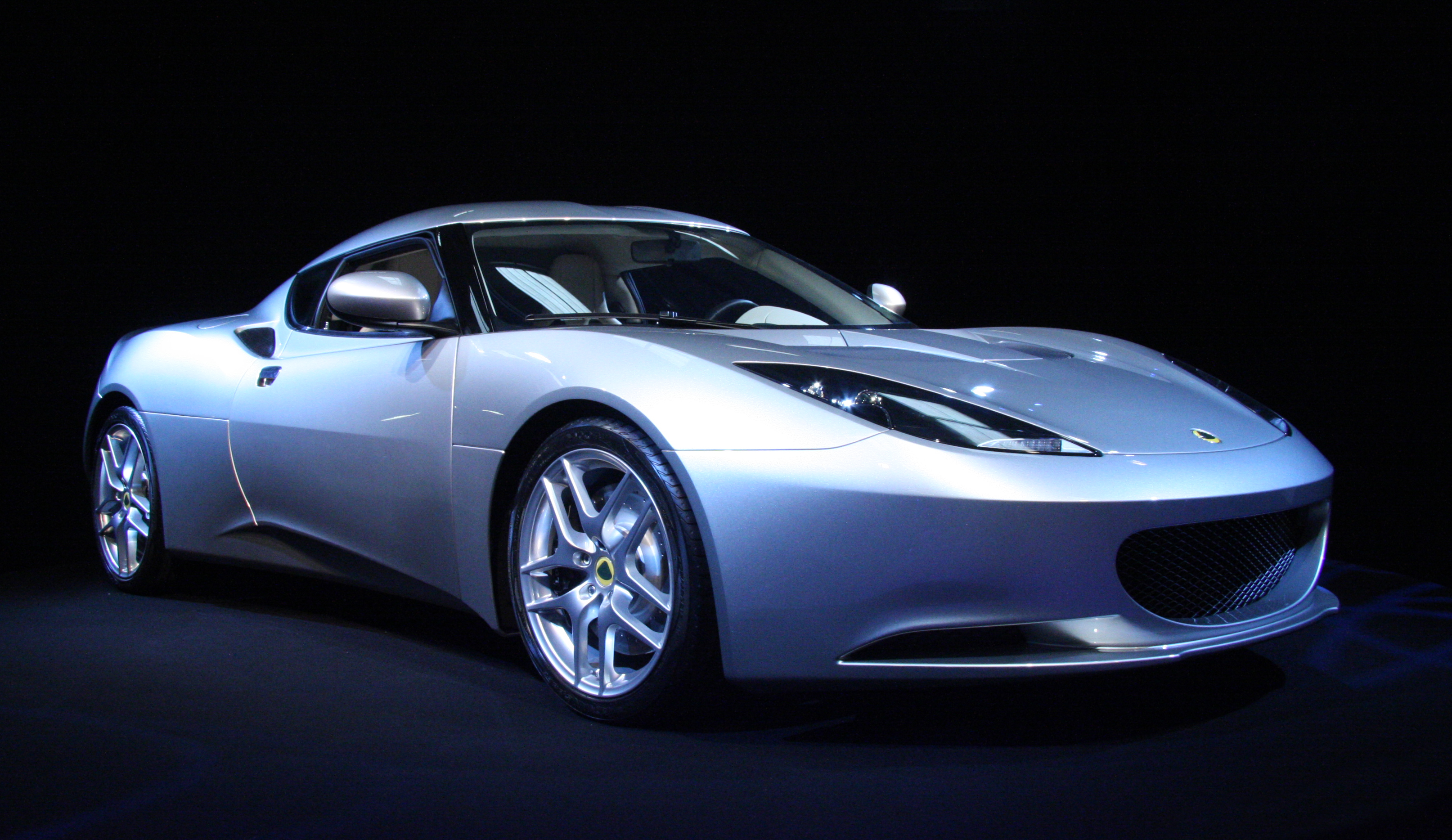
لوتوس ایوورا

لوتوس کارز، (به انگلیسی: Lotus Cars) شرکت خودروسازی بریتانیایی است، که سازنده خودروهای اسپورت و مسابقه‌ای می‌باشد و کارخانه اصلی و دفتر مرکزی آن، در فرودگاهی متعلق به زمان جنگ جهانی دوم، در شهر نورفک قرار گرفته‌اند.
این شرکت طراح و تولیدکننده خودروهایی است، که به سبک بودن و خوش‌دستی مشهورند. شرکت لوتوس همچنین مالک شرکت خدمات مهندسی لوتوس است، که کارخانجات آن، در کشورهای ایالات متحده آمریکا، بریتانیا، چین و مالزی مستقر می‌باشند.
شرکت لوتوس کارز در سال ۱۹۵۲ توسط کالین چاپمن تأسیس شد. امروزه لوتوس متعلق به شرکت پروتون است، که در پی ورشکستگی مالک پیشین آن، رومانو آرتیولی در سال ۱۹۹۴، به شرکت پروتون واگذار گردید.

## تاریخچه

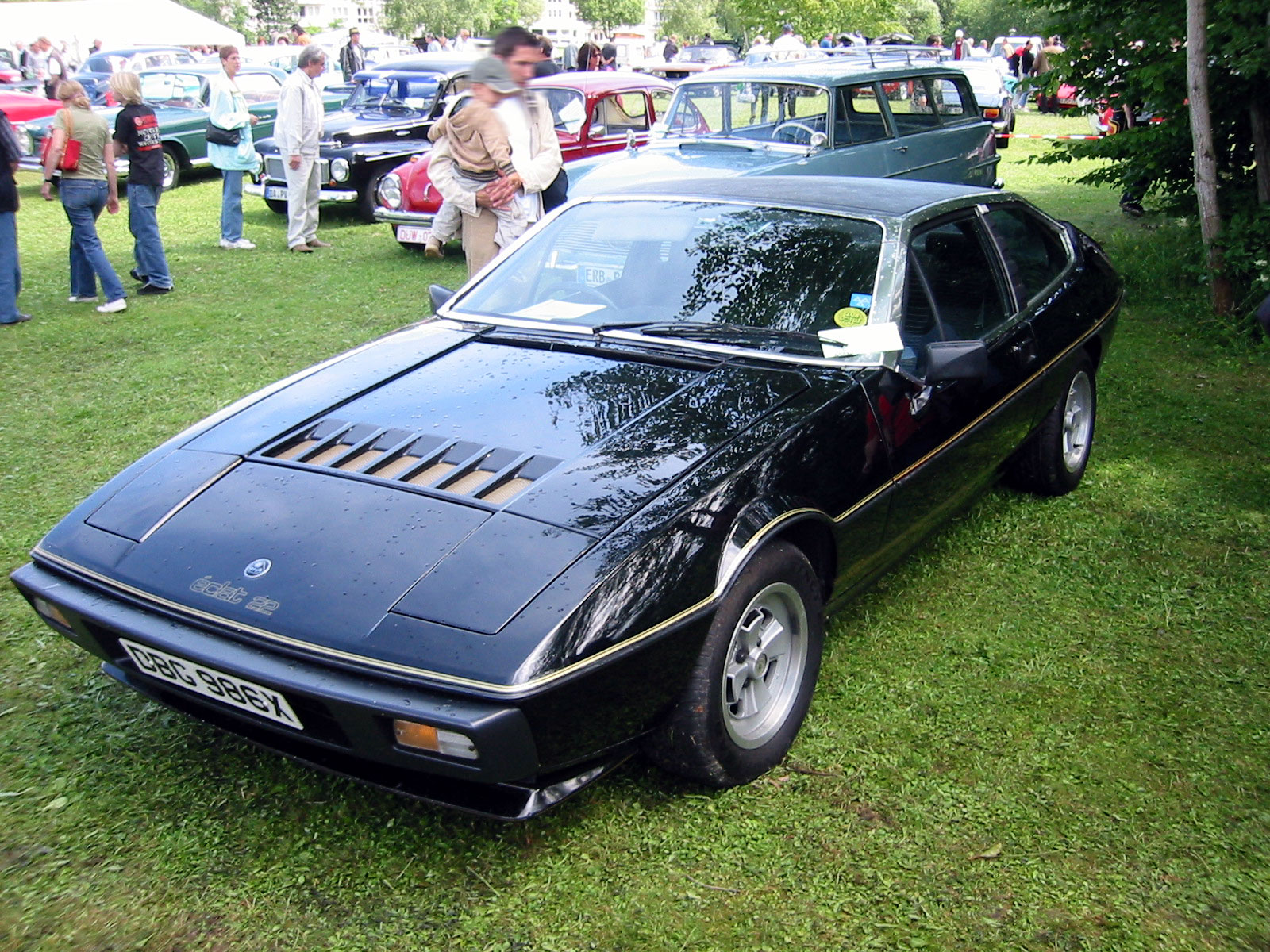
لوتوس ایکلات

این شرکت در سال ۱۹۵۲ تحت عنوان شرکت مهندسی لوتوس، توسط دو مهندس بریتانیایی، بنام‌های کالین چاپمن و کالین دیر که هر دو فارغ‌التحصیل کالج دانشگاهی لندن بودند، شکل گرفت.

### دهه‌های ۱۹۵۰ و ۱۹۶۰
اولین کارخانه تولید خودروی لوتوس، در اصطبل‌های قدیمی پشت هتل «ریل وی» در هورنسی واقع در شمال لندن راه‌اندازی شد. اولین خودروی لوتوس به نام لوتوس الیت در سال ۱۹۵۷ طراحی و ساخته شد. این مدل زیبایی و عملکرد را با هم داشت و در طول مدت تولید ۵ ساله‌اش، تعداد ۱٫۰۰۰ دستگاه از آن به‌فروش رسید.
جانشین الیت به نام لوتوس الن، مثالی از اتومبیل‌های اسپرت بود، که در سال ۱۹۶۲ به بازار معرفی شد و به بالاترین فروش در مدل‌های لوتوس دست یافت.
گروه شرکت‌های لوتوس در سال ۱۹۵۹ شکل گرفت و شامل دو بخش لوتوس کارز و لوتوس کامپوننت بود، که به ماشین‌های جاده‌ای و مشتریان رسیدگی می‌کرد و وظیفه اصلی آن، ارائه خدمات و تولید قطعات خودروهای این شرکت بود. لوتوس کامپوننت سپس به شرکت لوتوس ریسینگ تغییر نام داد.
شرکت در سال ۱۹۵۹ برای ساخت کارخانه به چزنت تغییر مکان داد و از سال ۱۹۶۶ شرکت، کارخانه مدرنی در نزدیکی «ویموندهام» را که به تمامی امکانات برای تست‌های جاده‌ای مجهز بود، تصرف کرد.

### دهه‌های ۱۹۷۰ و ۱۹۸۰

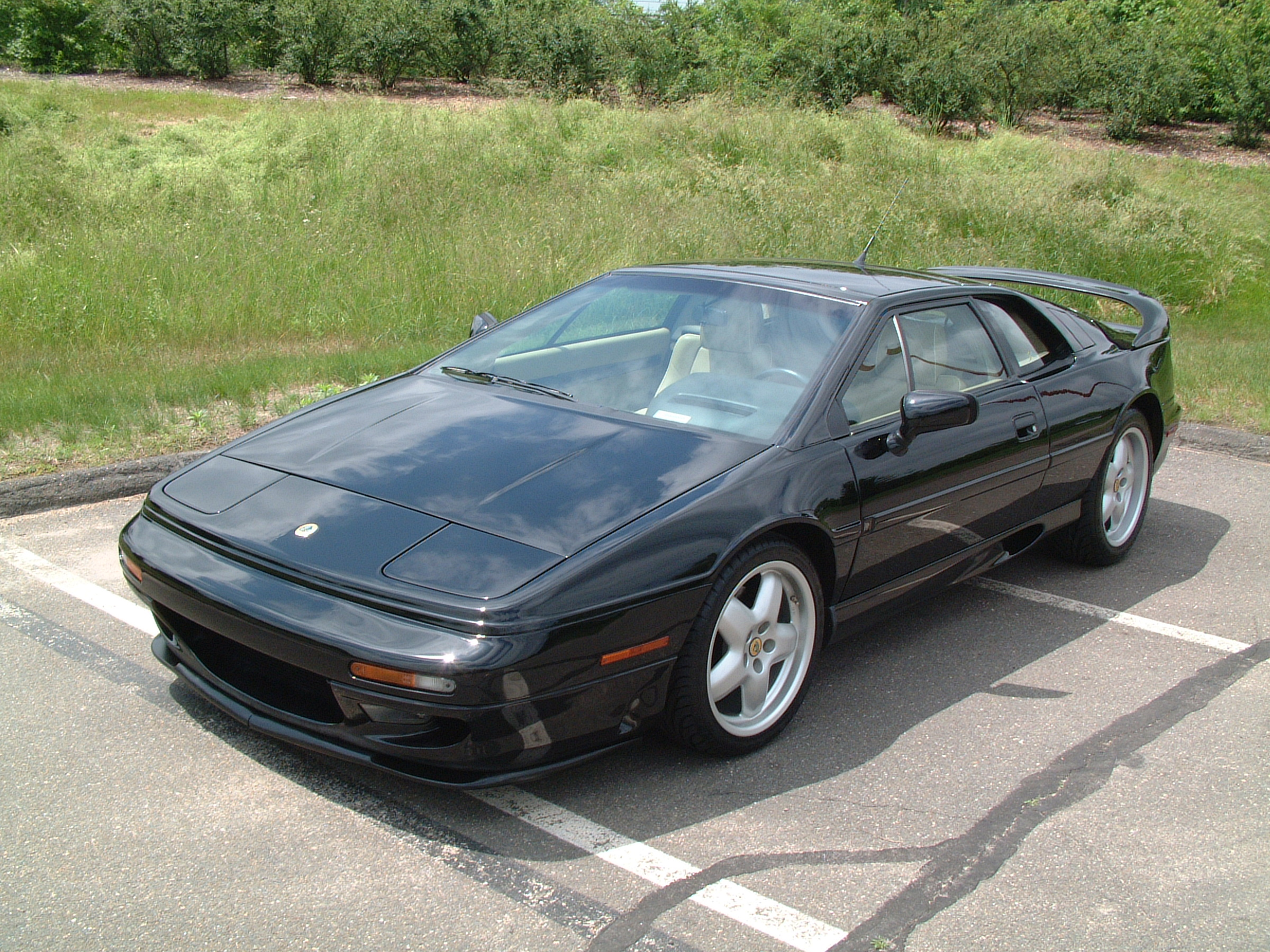
لوتوس اسپریت

چاپمن در سال ۱۹۸۲ در سن ۵۴ سالگی، بر اثر سکته قلبی درگذشت و کسی که در ابتدا تنها مالک یک مسافرخانه بود، به عنوان یک مولتی میلیونر چشم از جهان فروبست. او سازنده ده‌ها هزار خودروی موفق مسابقات بود، که در رقابت‌های فرمول یک، هفت بار به عنوان قهرمانی دست یافته بودند.
در سال ۱۹۸۶ شرکت توسط جنرال موتورز خریداری شد. لوتوس امیدوار بود، که تحت این نام بزرگ بتواند فروش خود را سه برابر نماید. در سال ۱۹۸۹ لوتوس دوباره اتومبیل محبوب خود الن را با این امید که بتواند فروش را بالا ببرد، وارد خط تولید کرد، ولی بحران مالی، قوانین جدید مالیاتی برای خودروهای لوکس و تغییر سلیقه افراد، بازار را تغییر داده بود.

### دهه‌های ۱۹۹۰ و ۲۰۰۰
در سال ۱۹۹۱ لوتوس با مرسدس بنز، جگوار کارز، پورشه، پژو و استرلینگ متحد شد و ۲۰٪ درصد از نیروی کار ۱٫۵۰۰ نفری خود را اخراج نمود.
عدم موفقیت مورد انتظار مدیران لوتوس باعث شد، که شرکت برای جمع‌آوری و شکل‌دادن ایده‌های جدید ۵ هفته تولید را تعطیل کند. در سال ۱۹۹۳ کمپانی جنرال موتورز این شرکت را با ارزش ۳۰ میلیون یورو به تاجر ایتالیایی رومانو آرتیولی، که مالک هلدینگ A.C.B.N بود و قبلاً نیز بوگاتی را تصاحب کرده بود، فروخت. در سال ۱۹۹۶ عمده سهام لوتوس به پروتون که شرکتی مالزیایی بود فروخته شد.

### از سال ۲۰۱۰ تاکنون
امروزه بازار عرضه محصولات این شرکت بسیار کوچک است، زیرا فقط در واقع خودروهای لوکس مسابقه‌ای را تولید می‌کند و از سال ۱۹۵۷ تا ۱۹۹۵ تنها حدود ۵۰٫۰۰۰ خودرو ساخته‌است. این شرکت در نمایشگاه ۲۰۱۰ پاریس، ۵ مدل جدید خود را برای ۵ سال آینده به نمایش گذاشت.

## خدمات مهندسی و مشاوره
بخش دیگر از فعالیت‌های لوتوس، ارائه مشاوره به شرکت‌های دیگر خودروسازی، در زمینه مهندسی می‌باشد. در اوایل سال ۱۹۸۷ حدود ۴۰۰ نفر در بخش تحقیق و توسعه لوتوس کار می‌کردند و لوتوس توانست قراردادهای مهمی را با شرکت‌های خودروسازی بزرگ نظیر کرایسلر، تویوتا، آستین روور و ولوو به امضا برساند.
در نیمه دهه ۱۹۹۰ یکی از پرسودترین فعالیت‌های این شرکت، همین مشاوره‌ها بود و با این کار، سالانه ۵۰ میلیون دلار وارد شرکت می‌شد. بخش «پاورتِرِین» که کمتر از بقیه بخش‌های شرکت شناخته شده‌است، مسوول ساخت موتورهای ۴ سیلندر اکوتک است، که در بسیاری از خودروهای جی‌ام نظیر واکسهال، اوپل، شورولت و ساترن وجود دارد.
امروزه مدل‌های طراحی شده توسط لوتوس به نام‌های لوتوس الیس و لوتوس اکسیج در اتومبیل‌های مدل سلیکا جی‌تی‌اس و ماتریکس ایکس‌آراس استفاده می‌شوند.

## مسابقات اتومبیل‌رانی

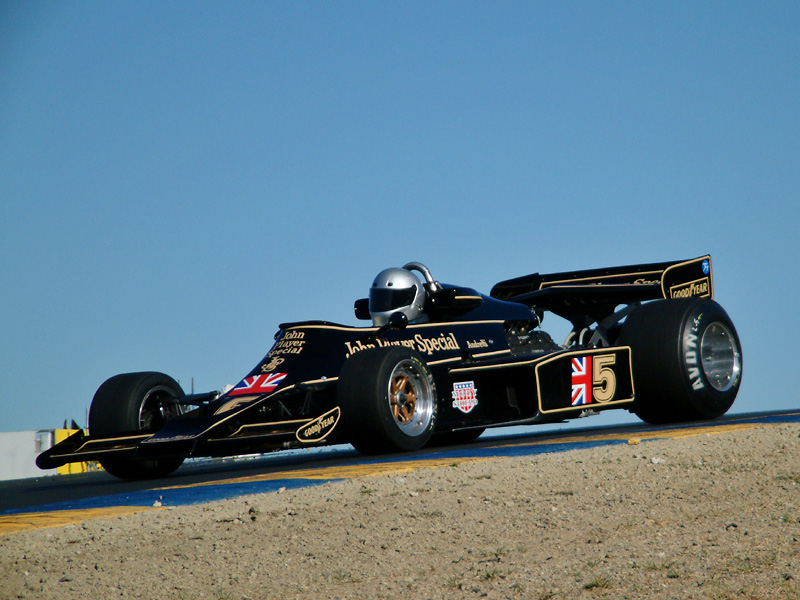
لوتوس ۷۷

شرکت لوتوس کارز همواره مشتریان خود را به مسابقه دادن با خودروهایشان تشویق می‌کرد و در سال ۱۹۵۸ نیز موفق شد، از طریق تیم لوتوس وارد مسابقات فرمول یک گردد. اولین بار خودروی فرمول یک لوتوس توسط استرلینگ موس که اولین جایزه گرند پریکس را در سال ۱۹۶۰ در موناکو برده بود، رانده می‌شد.

## مدیریت ارشد
شرکت پروتون، پس از بدست آوردن لوتوس، گروه لوتوس را با دو بخش لوتوس کارز و شرکت مهندسی لوتوس، مجدداً راه‌اندازی نمود. مایکل کیمبرلی از ماه مه سال ۲۰۰۶ مدیرعامل شرکت و گروه انتخاب شد. سپس به یکی از صاحبان کرسی هیئت مدیره گروه شرکت‌های محدود بین‌المللی لوتوس تبدیل گردید، که در سال ۲۰۰۶ با مشارکت سید زینال عابدین مدیر عامل پروتون و بدورال فیسل مدیر اجرایی پروتون آغاز به کار کرد.
کیمبرلی به عنوان رئیس هیئت مدیره در ۱۷ ژوئیه ۲۰۰۹ بازنشسته شد و دنی تی بهار در ۱ اکتبر ۲۰۰۹ جانشین وی شد. در رزومه کاری رئیس جدید این شرکت مواردی همچون: نایب رئیس اسبق این کمپانی، مسئول فروش خودرو در بازار جهانی و امور بعد از فروش شرکت فراری، تمام ماشین‌های جاده‌ای و فعالیت‌های بازاریابی اف‌وان، اعطای مجوز فروش و تجاری، به چشم می‌خورد.

## نشان تجاری
شرکت لوتوس، توسط کالین چاپمن و کالین دیر که هر دو فارغ‌التحصیل از کالج دانشگاهی لندن بودند، در سال ۱۹۵۲ شکل گرفت.
چهار حرف ابتدای لوگوی این شرکت از حروف ابتدایی نام کامل چاپمن، یعنی؛ آنتونی کالین بروس چاپمن گرفته شده‌است.